# Onderwijskunde
Onderwijskunde wordt beschouwd als een wetenschap die leren, opleiden en ontwikkelen in onderwijs en bedrijfsleven wil beschrijven, begrijpen en verklaren. Deze wetenschap levert daarmee een bijdrage aan de verbetering van het onderwijssysteem en opleidings- en leertrajecten. De onderwijskunde wil een wetenschap zijn die leerprocessen helpt ondersteunen, organiseren en ontwikkelen.
Deze visie laat een duidelijke overeenkomst zien met het 'socio-constructivisme' waarbij kennis en wetenschap wordt gezien als een voortdurend proces van actief en interactief leren. Al in de jaren zeventig werd de term 'onderwijskunde' gebruikt en in 1983 ging de studie onderwijskunde officieel van start. De studie Onderwijskunde heeft een interdisciplinair karakter en steunt op de funderende wetenschappen; psychologie, pedagogiek en sociologie (specifiek de onderwijssociologie). De filosofie van de opvoeding kan als voorloper beschouwd worden.

## Studie
De (universitaire) opleiding onderwijskunde is interdisciplinair, praktijkgericht en heeft als doelstelling om op een wetenschappelijke manier onderwijs te bestuderen in scholen en bedrijven. Oplossen van onderwijsvraagstukken kan mede op basis van deze onderzoeksresultaten. 
De Groningse hoogleraar onderwijskunde Leon van Gelder (1913-1981) was een van de grondleggers van de onderwijskunde. Na een ontwikkeling vanaf 1964 is onderwijskunde sinds 1983 in Nederland als zelfstandige studie opgenomen in het academisch statuut. 
De onderstaande tabel geeft een overzicht van de verschillende Nederlandse en Vlaamse universiteiten waar men een bachelor- of masteropleiding in de Onderwijskunde kan volgen. Er zijn verschillende universiteiten waar men zowel een bachelor- als een masteropleiding in de onderwijskunde kan volgen. Daarnaast biedt groter aantal universiteiten alleen een masteropleiding onderwijskunde aan.
| Universiteit                   | Bacheloropleiding                                                                                | Masteropleiding                                                                                                 |
| ------------------------------ | ------------------------------------------------------------------------------------------------ | --- |
| Universiteit van Amsterdam     | Onderwijskunde                                                                                   | Onderwijskunde                                                                                                  |
| Universiteit Antwerpen         |                                                                                                  | Opleidings- en Onderwijswetenschappen                                                                           |
| Vrije Universiteit Brussel     | Psychologie (profiel Onderwijskunde)                                                             | Onderwijskunde                                                                                                  |
| Universiteit Gent              | Pedagogische Wetenschappen                                                                       | afstudeerrichting Pedagogiek en Onderwijskunde                                                                  |
| Rijksuniversiteit Groningen    | Algemene Pedagogische Wetenschappen                                                              | Onderwijskunde                                                                                                  |
| Universiteit Leiden            | Pedagogische Wetenschappen met deelgebied Onderwijskunde                                         | Education and Child Studies                                                                                     |
| Katholieke Universiteit Leuven | Pedagogische Wetenschappen, optie onderwijs- en opleidingskunde Onderwijskunde (Campus Kortrijk) | Pedagogische Wetenschappen, afstudeerrichting onderwijs- en opleidingskunde Educatieve Studies                  |
| Radboud Universiteit Nijmegen  | Pedagogische Wetenschappen en Onderwijswetenschappen (PWO)                                       | Onderwijswetenschappen                                                                                          |
| Open Universiteit              |                                                                                                  | Onderwijswetenschappen (Learning Sciences)                                                                      |
| Universiteit Twente            | Onderwijskunde (instroom t/m 2012)                                                               | Educational Science and Technology                                                                              |
| Universiteit Utrecht           | Onderwijswetenschappen                                                                           | Onderwijskundig Ontwerp en Advisering (vanaf 2015: Onderwijswetenschappen) Research Master Educational Sciences |
| Vrije Universiteit Amsterdam   | Pedagogische Wetenschappen                                                                       | Mastertraject 'Onderwijs & Innovatie'                                                                           |

## Werk
Onderwijskundigen werken overal waar mensen leren en ze vervullen verschillende functies. De drie rollen die een onderwijskundige kan vervullen zijn onderzoeker, ontwerper of adviseur. 
- Als onderzoeker voer je onderwijskundig onderzoek uit aan bijvoorbeeld een universiteit, hogeschool of een andere instelling (bv. CITO).
- Een onderwijskundig ontwerper ontwikkelt (elektronisch) leermateriaal, evalueert en toetst de bruikbaarheid daarvan of ontwerpt cursussen.
- Onderwijskundig adviseurs kunnen functies uitvoeren als school- of leerlingbegeleider, beleidsmedewerker of docent.

Ook kan onderwijskundige kennis en vaardigheid ingezet worden als bijvoorbeeld manager, organisatieadviseur, bedrijfsadviseur, opleidingen of trainer.
Een combinatie van rollen is te vinden in de functieomschrijving van de onderwijsarchitect.

## Onderwijskundige vraagstukken
Onderwijskundigen kunnen te maken krijgen met vragen als: 
- Is het beter om leerlingen op systematische wijze kennis aan te bieden of kan men beter leerlingen zelf die kennis laten herontdekken (providing versus generating)? Dit vraagstuk maakt ook deel uit van de onderwijspsychologie.
- Hoe kan men leersituaties ontwerpen waarin leerlingen worden uitgedaagd om samen te werken en kennis te delen?
- Wat is het effect van deze leerarrangementen op de leerprestaties en de houding van leerlingen?
- Presteert een leerling meer in een klas van gemiddeld hoog niveau of presteert die leerling beter in een zwakke klas?
- Welk type leerling is het meest gebaat bij welke onderwijsmethode (Aptitude-Treatment-Interaction)?

Ook onderzoeken onderwijskundigen 
- welke mogelijkheden internet biedt voor onderwijs;
- hoe je kinderen kunt helpen hun leerachterstand in te halen; en
- wat er in de hoofden van mensen omgaat als ze leren. Maar onderwijskundigen kunnen ook geconfronteerd worden met meer praktische vragen op het gebied van opleidingen, begeleiding en onderwijsmethodes.

## Nederlandse onderwijsvernieuwers uit het einde van de 19e en begin 20e eeuw
- Jentje Johan Kleefstra (1868-1919) geeft aan de Brinioschool in Hilversum jeugdigen de gelegenheid sport te beoefenen zoals voetballen, korfballen, zwemmen, schaatsen, tennissen, wandelen.
- Jan Ligthart (1859-1916) ontwikkelt aan de school in de Tullinghstraat in Den Haag zijn 'zaakonderwijs', waarbij met allerlei soorten activiteiten het verbale en klassikale onderwijs doorbroken moest worden.
- Jacob (Koos) van Rees (1854-1928) sticht in 1903 de Humanitaire school in Laren. De leiding kreeg Marie Calisch. In 1906 werd zij opgevolgd door Cor Bruijn. Men liet er onder andere de kinderen elkaar helpen en samenwerken bij het knippen, plakken en kleien.
- Lodewijk van Mierop (1876-1930) geeft in Soest de jeugd aan de Engendaalschool een stukje grond om te bewerken.
- Hendrik Leonard Borgman (1880-1950) geeft de jeugd aan de lagere school in Vledderveen (Gron) in de buitenlucht onderricht in de verdeling van producten die geconsumeerd worden.
- Leendert Groeneweg (1877-1950) laat jeugdigen aan de Staringschool (Hillegomschool) in Amsterdam in hoeken werken.
- Magrita Freie (1884-1959) laat jeugdigen aan het Gemeentelijk Lyceum voor Meisjes te Amsterdam alles zelf beslissen.
- Kees Boeke (1884-1954) laat aan de Werkplaats te Bilthoven de jeugdigen meebeslissen met het bestuur en het beheer van de school.
- Leon van Gelder (1913–1981) was als eerste hoogleraar onderwijskunde verbonden aan de Rijksuniversiteit Groningen en wordt gezien als een van de grondleggers van de onderwijskunde.
- Verder zijn nog te noemen: L.A.B. Ulehake, hoofd van de Bloemendaalse Schoolvereniging;  Mej. J.M Telders van de Engendaalschool te Soest;  W.Swart van de Doopsgezinde school te Haarlem en Cornelis Vrij van De Nieuwe Schoolvereniging te Amsterdam.